# 山一笼鸡属
山一笼鸡属（学名：Gutzlaffia）是爵床科下的一个属，为草本或亚灌木植物。该属共有10种，分布于东南亚和中国。